# Scarabaeus viator
Scarabaeus viator är en skalbaggsart som beskrevs av Louis Albert Péringuey 1901. Scarabaeus viator ingår i släktet Scarabaeus och familjen bladhorningar. Inga underarter finns listade i Catalogue of Life.